# باربرا تيسون
باربرا تيسون هي ممثلة كندية، ولدت في 1 أكتوبر 1964 في باري في كندا.

## أعمال

### أفلام
- (2000) الوجهة النهائية 1[4]

### مسلسلات
- عالم آخر
- في

## وصلات خارجية
- باربرا تيسون على موقع IMDb (الإنجليزية)
- باربرا تيسون على موقع ألو سيني (الفرنسية)
- باربرا تيسون على موقع أول موفي (الإنجليزية)
- باربرا تيسون على موقع قاعدة بيانات الأفلام السويدية (السويدية)
- باربرا تيسون على موقع قاعدة بيانات الأفلام السويدية (السويدية)
- باربرا تيسون على موقع قاعدة بيانات الفيلم (الإنجليزية)
- باربرا تيسون على موقع كينوبويسك (الروسية)